# ギーニュ6世 (ヴィエノワのドーファン)
ギーニュ6世（フランス語：Guigues VI, 1184年 - 1237年3月14日）またはアンドレ・ド・ブルゴーニュ（André de Bourgogne）は、ヴィエノワのドーファン、アルボン伯、ブリアンソン伯、グルノーブル伯およびオワザン伯（在位：1228年 - 1237年）。ブルゴーニュ公ユーグ3世とアルボン女伯ベアトリスの息子。母方の祖父ギーニュ5世から名をとってギーニュ6世と名乗り、称号と領地を継承した。

## 生涯
ギーニュ6世はその治世の間、いくつかの修道院の後援者となり、戦争によってではなく外交によって領土を拡大した。グルノーブルにサン＝アンドレ教会を建設した。この教会はドーファン家が建てた最後の現存する建築物であり、ギーニュ6世とその子孫が埋葬されている。
ギーニュ6世の妹マルグリットはサヴォイア伯トンマーゾ1世の嗣子アメデーオ4世と結婚した。それにもかかわらず、1228年にギーニュ6世はサヴォイア伯トンマーゾ1世に関税を払わずに取引を行おうとしていたトリノの町を支援した。

## 結婚と子女
1202年、レノン1世・ド・サブランの娘でギャップ女伯・アンブラン女伯のベアトリス（1182年 - 1248年以前）と結婚し、1女をもうけた。
- ベアトリス（1205年生） - アモーリー・ド・モンフォール（レスター伯シモン・ド・モンフォールの息子）と結婚[4]

1215年にベアトリス・ド・サブランと離婚、1219年11月15日にモンフェッラート侯グリエルモ6世の娘ベアトリーチェと結婚した。ベアトリーチェはトルバドゥールのゴースラン・ド・サン・リジィエ（Gauseran de Saint-Leidier, en）のドムナ（domna、淑女）であった。ギーニュ6世とベアトリスの間に以下の子女が生まれた。
- ギーニュ7世（1225年 - 1269年）[5] - ヴィエノワのドーファン
- ジャン（1227年 - 1239年）